# Oloritz
Oloritz (en basc, cooficialment en castellà Olóriz) és un municipi de Navarra, a la Comarca de Tafalla, dins la merindad d'Olite.

## Demografia
| Evolució demogràfica                              | Evolució demogràfica | Evolució demogràfica | Evolució demogràfica | Evolució demogràfica | Evolució demogràfica | Evolució demogràfica | Evolució demogràfica | Evolució demogràfica | Evolució demogràfica | Evolució demogràfica |
| 1996                                              | 1998                 | 1999                 | 2000                 | 2001                 | 2002                 | 2003                 | 2004                 | 2005                 | 2006                 | 2007                 |
| ------------------------------------------------- | -------------------- | -------------------- | -------------------- | -------------------- | -------------------- | -------------------- | -------------------- | -------------------- | -------------------- | -------------------- |
| 172                                               | 169                  | 179                  | 175                  | 170                  | 164                  | 171                  | 193                  | 193                  | 194                  | 191                  |
| Fonts: Oloriz i institut d'estadística de navarra |                      |                      |                      |                      |                      |                      |                      |                      |                      |                      |